# Jażdże
Jażdże [ˈjaʐd͡ʐɛ] (tiếng Đức: Jaasder Katen)  là một ngôi làng thuộc khu hành chính của Gmina Dygowo, thuộc hạt Kołobrzeg, West Pomeranian Voivodeship, ở phía tây bắc Ba Lan.